# Drosophila asticta
Drosophila asticta este o specie de muște din genul Drosophila, familia Drosophilidae, descrisă de Tsacas în anul 2004.
Este endemică în Congo. Conform Catalogue of Life specia Drosophila asticta nu are subspecii cunoscute.